# Apocryptodon punctatus
Az Apocryptodon punctatus a csontos halak (Osteichthyes) főosztályának a sugarasúszójú halak (Actinopterygii) osztályába, ezen belül a sügéralakúak (Perciformes) rendjébe, a gébfélék (Gobiidae) családjába és az iszapugró gébek (Oxudercinae) alcsaládjába tartozó faj.

## Előfordulása
Az Apocryptes punctatus előfordulási területe a Csendes-óceán északnyugati része. Japán egyik endemikus hala.

## Megjelenése
Ez a halfaj legfeljebb 6,7 centiméter hosszú. A testén 3-4 függőleges, vékony, barna sáv látható. A tarkója tájékán 22-23 pikkely ül.

## Életmódja
Szubtrópusi halfaj, amely kizárólag a brakkvízben található meg; a víz alá is lemerül. Saját üreget nem váj magának, inkább elfoglalja a folyótorkolatokban élő Alpheus nembéli rákok üregeit.